# (364) Isara

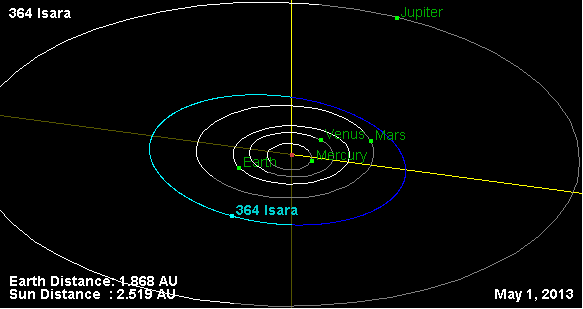
Òrbita de l'asteroide (364) Isara.

(364) Isara és el nom que rep l'Asteroide número 364 del cinturó d'asteroides. Fou descobert per l'astrònom Auguste Charlois el 19 de març del 1893 des de l'observatori de Niça (França).
Forma part de la família Flora d'asteroides.